# ひたち (雑誌)
ひたちは日立製作所・日立グループの企業PR誌。1938年（昭和13年）創刊。日立評論社が発行。製造業によるPR誌の草分け的存在で長らく月刊誌として発行を続け、1998年から隔月刊、2003年から季刊に移行している。1999年3月号までは『日立』と漢字の誌名を用いた。過去には「技術史の旅」や「美術館めぐり」などの貴重な資料性に富む長期連載があった。晩年は日立グループにかかわりのあるテーマの特集を中心にサイエンスライターの永瀬唯によるルポルタージュなどを連載していたが、2009年夏号をもって休刊した。